# Nyctiophylax claviger
Nyctiophylax claviger là một loài Trichoptera hóa thạch trong họ Polycentropodidae.